# USS Swordfish (SS-193)
Pour les autres navires du même nom, voir USS Swordfish.
L'USS Swordfish (SS-193) est un sous-marin de classe Sargo construit pour l'US Navy à la fin des années 1930.
Sa quille est posée le 27 octobre 1937 par le chantier naval Mare Island de Vallejo, en Californie. Il est lancé le 3 avril 1939, parrainé par Mlle Louise Shaw Hepburn, et mis en service le 22 juillet 1939 sous le commandement du lieutenant Chester C. Smith.
Il fut le premier sous-marin américain à couler un navire japonais pendant la Seconde Guerre mondiale.

## Historique

### 1937-1941
À sa mise en service, le Swordfish opère depuis San Diego (Californie) jusqu'au début de 1941, date à laquelle il part pour Pearl Harbor. Le 3 novembre, en compagnie de trois autres sous-marins américains, il appareille de Pearl Harbor pour Manille (Philippines) qu'il atteint le 22 novembre. Le sous-marin reste basé à Manille jusqu'à l'attaque des Japonais sur Pearl Harbor le 7 décembre 1941. Le lendemain, il prend la mer pour sa première patrouille de guerre qu'il l'envoie au large de la côte de Hainan, en Chine. Après avoir endommagé plusieurs navires ennemis le 9, le 11 et le 14, le Swordfish coule sa première victime, le cargo japonais Atsutasan Maru, le 16 décembre. Il est alors le premier sous-marin américain à couler un navire japonais pendant la Seconde Guerre mondiale. Le 27 décembre, le Swordfish embarque le personnel organisationnel de l'état-major des sous-marins asiatiques à Manille et se dirige vers Soerabaja (Java), qu'il atteint le 7 janvier 1942.

### 1942
Le Swordfish quitte Soerabaja le 16 janvier pour sa deuxième patrouille de guerre, menée dans la mer des Célèbes et aux Philippines. Le 24 janvier, il torpille et coule un cargo au large de Kema, dans les Célèbes. Le 20 février, il s'immerge au large de Mariveles, à Luzon, faisant surface après la tombée de la nuit afin d'embarquer le président des Philippines et sa famille. Il traverse un champ de mines et atteint San José (Panay), aux Philippines, le 22 février, où le président et ses proches son transférés dans un engin motorisé. Le submersible retourne alors dans la baie de Manille et embarque le haut commissaire des Philippines, arrivant à Fremantle, en Australie occidentale, le 9 mars.
Le Swordfish appareille de Fremantle le 1er avril pour sa troisième patrouille de guerre, sa mission principale étant de livrer 40 tonnes de provisions à l'île assiégée de Corregidor. Cependant, Corregidor tombe aux mains des Japonais avant que la mission ne puisse être exécutée et le sous-marin reçoit l'ordre de patrouiller dans les environs de l'île d'Ambon. Les seuls navires aperçus étaient hors de portée, et le sous-marin est retourne à Fremantle le 1er mai.
Parti de Fremantle pour sa quatrième patrouille de guerre le 15 mai, le Swordfish navigue en mer de Chine méridionale le 29 mai au cours duquel il coule un cargo de 1 900 tonnes, avant de rejoindre le golfe de Siam le 12 juin, où il coule un autre cargo. Le sous-marin retourne à Fremantle le 4 juillet.

### 1943
Bien que sa cinquième patrouille de guerre menée en mer de Sulu et sa sixième patrouille de guerre menée aux îles Salomon n'aient pas été productives, sa septième patrouille le fait renouer avec le succès. Le 19 janvier 1943, il envoie par le fond un cargo de 4 122 tonnes. De retour à Pearl Harbor le 23 février, le sous-marin subit une révision jusqu'au 29 juillet, date à laquelle il entreprend sa huitième patrouille de guerre.
Le 22 août, il aperçoit et coule de deux torpilles un cargo ennemi. Le 5 septembre, il intercepte un convoi au cours duquel il endommage un pétrolier et coule un cargo. Le sous-marin rejoint Brisbane, en Australie, qu'il atteint le 20 septembre.
Sa neuvième patrouille de guerre ne dure que trois semaines. Peu de temps après avoir atteint la zone de patrouille assignée, des défauts matériels l'oblige à retourner au port.

### 1944
Un jour après Noël 1943, le Swordfish prend la mer pour sa dixième patrouille de guerre, menée dans la baie de Tokyo. Le 14 janvier 1944, il coule un cargo et, deux jours plus tard, une canonnière convertie. Le 27 janvier, il tire deux torpilles sur un navire de sauvetage converti qui se brise en deux et coule. Le Swordfish termine sa dixième patrouille le 7 février lorsqu'il rejoint Pearl Harbor.
Il reprend la mer le 13 mars pour sa onzième patrouille de guerre, menée dans les îles Mariannes. Bien que plusieurs navires ennemis aient été endommagés pendant cette patrouille, aucun naufrage n'a pu être confirmé; et le sous-marin est retourné à Majuro le 29 avril.
Sa douzième patrouille de guerre est menée dans la zone de l'archipel d'Ogasawara. Le 9 juin, le sous-marin localise et coule de deux torpilles le destroyer japonais Matsukaze. Le 15 juin, il torpille et coule un cargo. Le reste de la patrouille se déroule sans problème et le submersible rejoint Pearl Harbor le 30 juin.
Le 22 décembre, le Swordfish quitte Pearl Harbor pour mener sa treizième patrouille de guerre dans la zone de l'archipel Ryūkyū. Il rejoint Midway le 26 décembre pour un ravitaillement en carburant avant de repartir le même jour. Tout en patrouillant dans la zone, le sous-marin devait effectuer une reconnaissance photographique d'Okinawa, en préparation de l'opération Iceberg.

### 1945
Le 2 janvier, le Swordfish reçoit l'ordre de retarder l'accomplissement des tâches qui lui avaient été confiées afin de se maintenir à l'écart de l'archipel Ryūkyū jusqu'à la fin des frappes aériennes menées depuis un porte-avions américain. Il reçoit alors l'ordre de patrouiller dans les environs de 30° 00′ N, 132° 00′ E jusqu'à la réception de futurs ordres. La reconnaissance de ces ordres en date du 3 janvier 1945 fut la dernière communication reçue de la part du Swordfish.
Le 9 janvier 1945, le Swordfish fut chargé de se rendre dans les environs d'Okinawa pour mener à bien sa mission spéciale. Il fut estimé que la tâche ne prendrait pas plus de sept jours après son arrivée sur zone. À la fin de sa mission, le Swordfish devait se rendre à Saipan ou à Midway s'il était incapable de communiquer par radio. Le 15 février, introuvable dans la zone et muet par radio, il est déclaré porté disparu par la marine américaine.
Dans le rapport de sa perte, l'USS Kete, qui patrouillait à l'époque dans les environs d'Okinawa, signala au matin du 12 janvier avoir contacté un sous-marin au radar. Il fut estimé que le contact venait du Swordfish. Quatre heures plus tard, le Kete entendit une forte explosion venant de cette zone, détonation ayant pu provoquer la perte du Swordfish.
Les informations japonaises sur des attaques anti-sous-marines ne mentionnent pas l'attaque entendue par le Kete le 12 janvier et n'indiquent aucune attaque dans laquelle le Swordfish est susceptible d'avoir été victime. Cependant, il est probable qu'il a été frappé par une mine autour d'Okinawa, les Japonais s'attendant à l'invasion imminente de cette île par les Alliés. Il est aussi probable que le Swordfish ait été coulé par attaque de charges de profondeur avant d'atteindre Okinawa. Des sources japonaises lui attribuent parfois le naufrage du Shoto Maru le 4 janvier et son naufrage par son escorte, le kaibokan CD-4, mais il n'y a aucune preuve concluante.

## Récompenses et honneurs

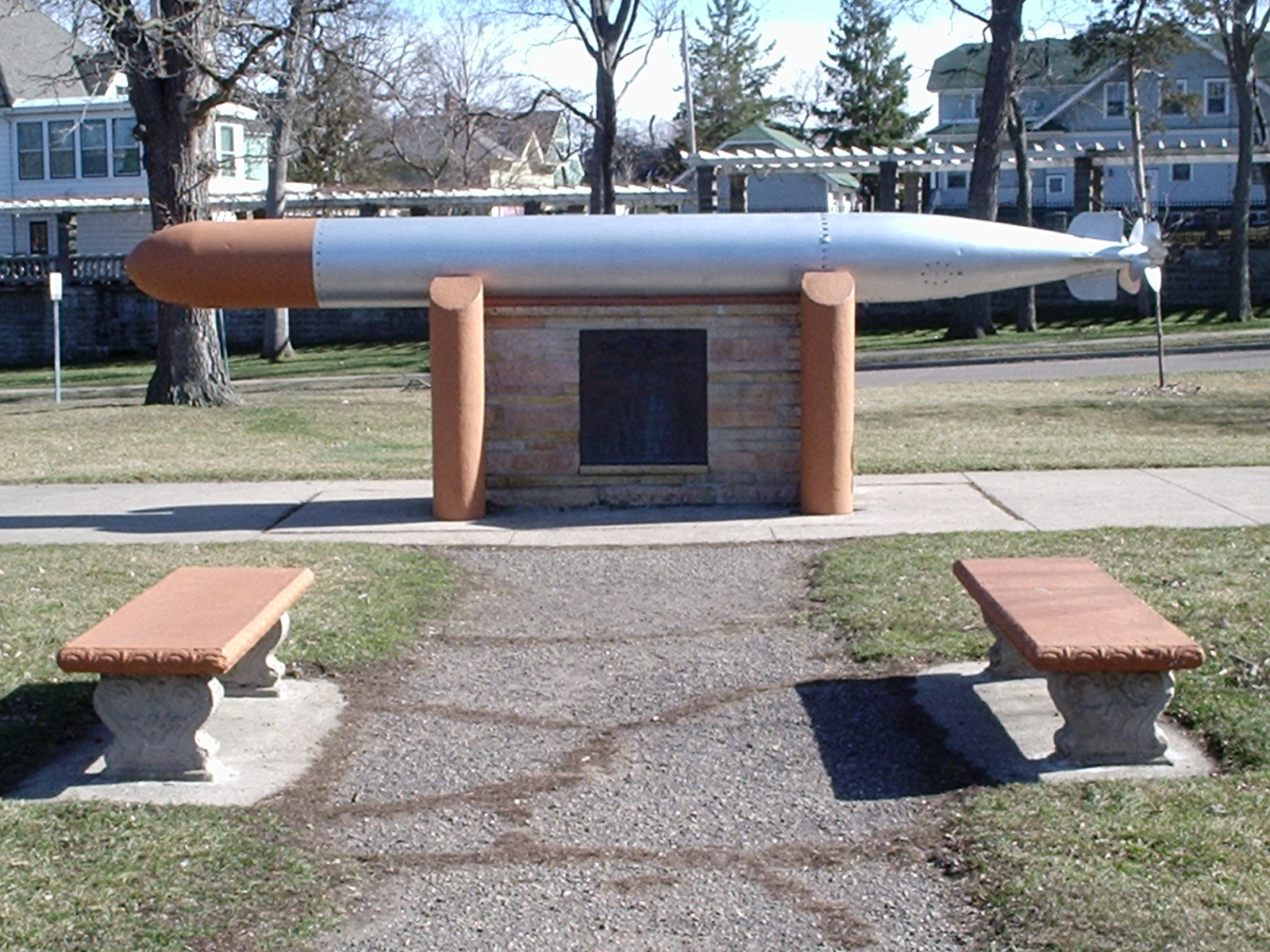
Mémorial du Swordfish à Como Park, dans la ville de Saint Paul (Minnesota).

Le Swordfish a reçu huit battle stars pour son service pendant la Seconde Guerre mondiale.
Un monument commémoratif a été érigé à Saint Paul, dans le Minnesota, près du zoo et du conservatoire de Como Park. Situé à proximité de la rue Churchill, une torpille est posée sur un support en pierre. Sur un côté est fixée une plaque indiquant les noms de l'équipage et un bref historique du navire. De l'autre, une liste de sous-marins américains perdus au cours de la Seconde Guerre mondiale.